# Flavius Iulius Dalmatius
Flavius Iulius Dalmatius (? 289 után – Konstantinápoly, 337) a Constantinus-dinasztia tagja, Constantius Chlorus és második felesége, Flavia Maximiana Theodora fia, féltestvére I. Constantinusnak.
Fiatal kora meglehetősen ismeretlen. Apja halála után I. Constantinus maga mellé vette anyját, Flavia Helenát, aki nem kedvelte a Constantius második házasságából származó gyermekeket (Dalmatius és Iulius Constantius), így azok a konstantinápolyi udvartól távol, főleg a birodalom nyugati tartományaiban tartózkodtak. Dalmatius fiatal éveit a galliai Tolosában (ma Toulouse) töltötte, gyermekei vagy itt, vagy Hispaniában születtek, és csak Helena halála (329) után térhetett vissza Konstantinápolyba. Constantinusszal jó viszonyban volt, 333-ban censor, 334-ben consul lett.
Consuli éve után Antiochiában a birodalom keleti határainak biztonságára felügyelt. Ő vizsgálta Athanasius alexandriai püspök ügyét, akit gyilkossággal vádoltak. Fiai, Dalmatius és Hannibalianus is fontos adminisztrációs tisztségeket töltöttek be Constantinus udvarában.
337-ben Constantinus halála után őt és fiait – testvérével, Iulius Constantiusszal együtt – kivégezték II. Constantius katonái.
| Elődei: Papius Pacatianus és Maecilius Hilarianus | Consul 333 collega: Caeionius Albinus | Utódai: Flavius Optatus és Paulinus Honorius |